# 曲頸亜目
曲頸亜目（きょくけいあもく、Pleurodira）は、爬虫綱カメ目に属する亜目。曲頸類とも呼ばれる。

## 分布
- Chelidae　ヘビクビガメ科

南アメリカ大陸、インドネシア（ニューギニア島周辺の島）、オーストラリア、パプアニューギニア（ニューギニア島周辺の島）
- Pelomedusidae　ヨコクビガメ科

アフリカ大陸、南アメリカ大陸、イエメン、サウジアラビア、セーシェル、マダガスカル

## 形態
最大種はオオヨコクビガメで最大甲長87cm。最小種はヒメハコヨコクビガメで甲長12cm。
頭部を甲羅に収納する際に少し引っ込めてから首を横に曲げるか（ヨコクビガメ科）、首を横（頸部が長い種の場合S字状に曲げる。）に曲げる（ヘビクビガメ科）。こうした方法で首を収納するため、曲頸類の頸椎は縦に細長くなっている。
また、上記の首の収納法の他に潜頸亜目と異なる特徴の一つとしては、下顎内転筋の向きを変える位置が異なっているという事が挙げられる。カメ類では首の後ろまで張り出した上後頭骨に顎を動かす筋肉が付着しているが、この筋肉の向きを変える位置が潜頸類では耳骨上面であるのに対し、曲頸類ではより前方の翼状骨の突起である。もう一つの特徴としては、甲羅と骨盤が縫合している事である。

## 生態
河川や湖、池沼、湿地に生息する。汽水域にも侵入することもある種はいるが、海洋に生息する種はいない。また完全に陸棲の種はなく、半水棲か水棲種が占める。種によっては夏眠や冬眠を行う。
科により食性が異なりヘビクビガメ科は動物食もしくは動物食の強い雑食なのに対し、ヨコクビガメ科は雑食もしくは植物食傾向の強い雑食。繁殖形態は卵生。

## 分類
現生群では2科が現存しているが、ヨコクビガメ科を上科とし、下位のアフリカヨコクビガメ亜科とナンベイヨコクビガメ亜科をそれぞれ科に昇格する説もある。
- †アラリペミス科 Araripemydidae : アラリペミスなど。
- ヘビクビガメ科 Chelidae : オーストラリアナガクビガメなど。
- ヨコクビガメ科（上科） Pelomedusoidea
  - †ボトレミス科 Bothremydidae
  - アフリカヨコクビガメ亜科（科） Pelomedusidne : ヌマヨコクビガメなど。
  - ナンベイヨコクビガメ亜科（科） Podocnemidinae : マダガスカルヨコクビガメ , †スチュペンデミスなど。

## 人間との関係
生息地では食用とされることもある。種によっては卵も含めて食用としたり、油の原料になることもある。
ペットとして飼育されることもあり、日本にも輸入されている。例えば日本のような本亜目の生息しない地域では、変わったカメ（ペット）として本亜目の飼育を好む人もいる。
食用やペットとしての乱獲や、環境破壊により生息数は減少している。